# Тутаны
Тутаны (латыш. Tutāni) — населённый пункт в Лудзенском крае Латвии. Административный центр Цирмской волости. Находится на южном берегу озера Цирма. Через село проходит европейский маршрут E 22. Расстояние до города Лудза составляет около 6 км. По данным на 2017 год, в населённом пункте проживало 312 человек. Есть волостная администрация, дом культуры, библиотека, фельдшерско-акушерский пункт, почта, магазин.

## История
В советское время населённый пункт входил в состав Цирмского сельсовета Лудзенского района. В селе располагалась центральная усадьба совхоза «Цирма». 